# Manti-Utah-Tempel

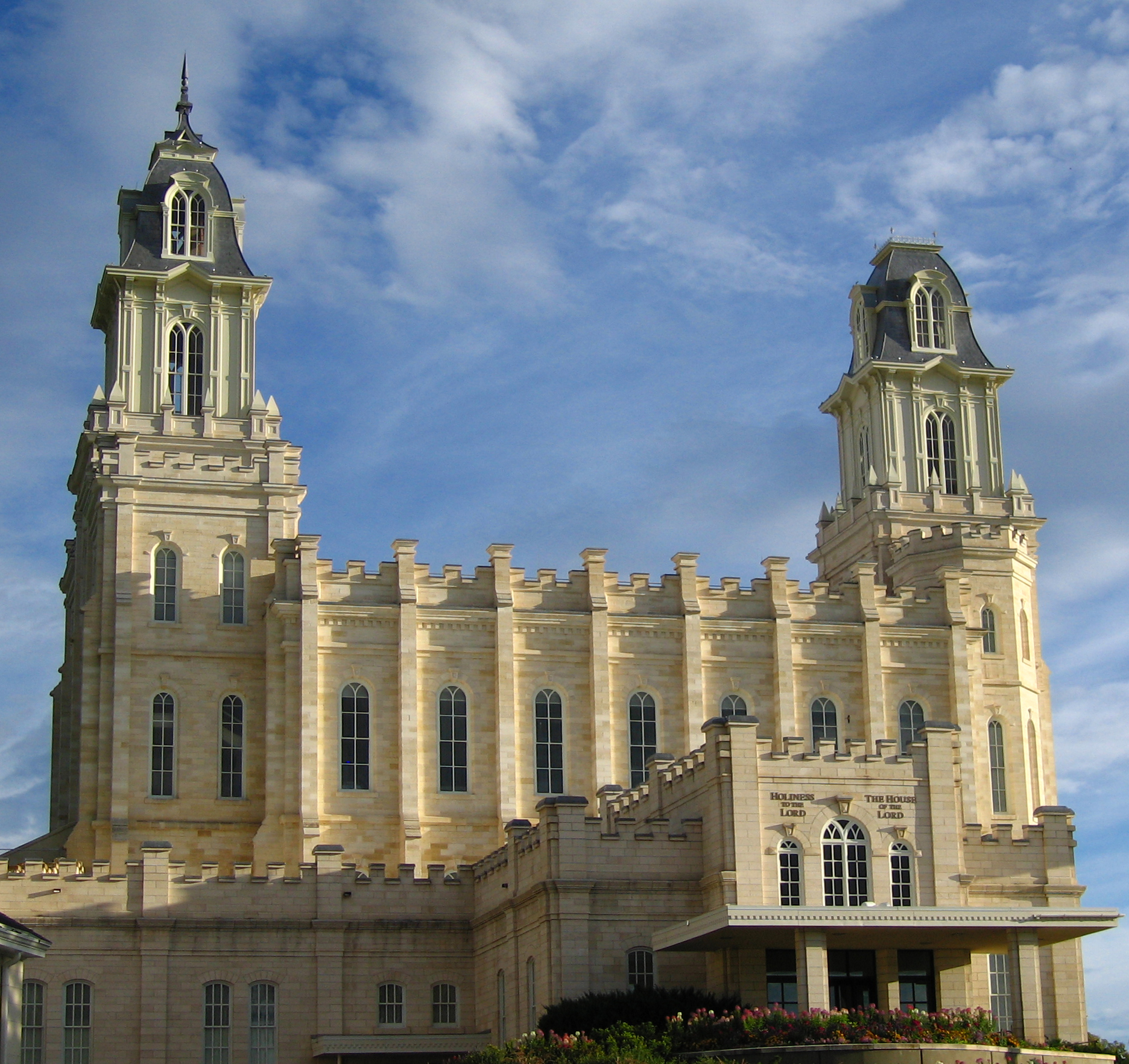
Manti-Utah-Tempel

Der Manti-Utah-Tempel ist der fünfte Tempel der Kirche Jesu Christi der Heiligen der Letzten Tage und der dritte, der nach der Westwanderung der Mormonen in Utah errichtet wurde. Er wurde von William Harrison Folsom entworfen und steht in der Stadt Manti. Er vereinigt unter anderem Elemente der Neugotik und des Kolonialstils. Der Tempel beherrscht das Sanpetetal und ist bereits aus vielen Kilometern Entfernung zu sehen. Von 1981 bis 1985 wurde der Tempel stark renoviert, es wurden Räume vergrößert, Wasserschäden beseitigt und ein Lift eingebaut. 

## Meilensteine
| Ankündigung:        | 25. Juni 1875 durch Brigham Young      |
| Erster Spatenstich: | 25. April 1877                         |
| Weihung:            | 21. Mai 1888 durch Lorenzo Snow        |
| Erneute Weihung:    | 14. Juni 1985 durch Gordon B. Hinckley |